# 一氧化碲
双原子分子一氧化碲经查验是一种短暂存在的化学品。声称TeO固体存在的以往实验结果并没有得到证实。DVD上名为低氧化碲的涂层可能是二氧化碲和碲金属的混合物。

## 历史
1883年，一氧化碲首次由E. Divers和M. Shimose报告。据称亚砜碲在真空里热分解，便可以生成它。在1913年的报告里说它可以与氯化氢反应。之后的研究成果没有证实这个说法。到1984年，Panasonic公司在开发一款可擦除光盘驱动器，里面含有“一氧化碲”（实际上是Te和TeO2的混合物）。